# Anoxia nigricolor
Anoxia nigricolor är en skalbaggsart som beskrevs av Maurice Pic 1905. Anoxia nigricolor ingår i släktet Anoxia och familjen Melolonthidae. Inga underarter finns listade i Catalogue of Life.